# 四喜貓
四喜貓（英語：44 Cats），是由義大利動畫師Iginio Straffi所製作的兒童動畫，並由Rainbow公司所發行。內容描述由四隻小貓組成的「巴菲貓樂團」與他們的動物朋友們的故事。

## 故事簡介
本作的主要角色為由琵娜奶奶所飼養的四隻小貓，他們組成了一個樂團，名為「巴菲貓樂團」。除了經常舉辦演唱會，在眾多貓咪們面前展現自己的音樂才華之外，他們也常常扮演救援隊的角色，幫助鎮上的動物們。

## 角色

### Lampo(藍波)
- 动物原型： 貓
- 性别：男
- 配音：Sarah Natochenny

Lampo是一隻橘色的小貓，身穿綠色T恤，頭上有一個閃電符號，右耳上通常會掛著一個棒球帽。為巴菲貓樂團的主唱兼吉他手，也是本作中的主角。他是一個友善的角色，善於和各種不同的角色打交道，並且在別人有難時，常常會主動關懷，並號召貓咪們來一同解決問題。
個性十分衝動且愛表現，常常會獨自挑戰一些十分危險的事情，且總是弄巧成拙。和Boss是死對頭，常常跟他打賭各種比賽，並且很討厭Boss對巴菲貓樂團屢次的惡作劇。
他和Milady的關係特別親密，兩位經常一起領導朋友們完成各種任務。
特殊技能為利用鬍鬚偵測角色或物品的方向，他是最常使用其特殊技能的角色。
名字來自閃電的義大利文「lampo」。

### Milady(米樂蒂)
- 动物原型：貓
- 性别：女
- 配音：Suzy Myers

Milady是一隻灰白色的小貓，身穿黃色背心與藍色牛仔褲，頭上掛著一副粉紅色的太陽眼鏡。為巴菲貓樂團的低音吉他手。她是樂團中最成熟且聰明的角色，常常能幫大家想出解決問題的好點子，經典口頭禪為「我想到了一個巴菲貓妙計！」（I got a buffy brainstorm!），在其他角色犯錯時，也常常帶頭指責對方並給予建議。
她和Lampo的關係特別好，因此兩位常被粉絲們認為是情侶，她和Lampo也是朋友們間最主要的意見領袖，兩位常一起領導大家進行各種活動與任務。她是貓咪功夫的修煉者，其師傅為Catos。
特殊技能為能讓自己的毛色發生變化來偵測其他角色在說謊，此技能常被用來揭發其他角色的秘密，有時也會造成其他角色感到十分尷尬。
其配音員會在每一集一開始時宣讀篇名，這與多數卡通是由該卡通主角的配音員宣讀各篇的篇名有所不同。
名字來自貴婦的英文「milady」。

### Pilou(皮露)
- 动物原型：貓
- 性别：女
- 配音：Simona Berman

Pilou是一隻褐色的小貓，身穿粉紅色圍裙，頭上戴著粉紅色蝴蝶結。為巴菲貓樂團的鼓手。Pilou是一個感性的角色，對於很多事情都特別有感情。她同時也是一個比較聰明的角色，善於進行推理，曾利用她的推理技能識破Snoogie的真實身分，並數度扮成偵探協助調查各種謎團。她很善於和年幼的朋友們相處，並曾經幫助過Lola照顧她的孩子Hope。
她是粉紅貓樂團的忠實粉絲，當粉紅貓樂團來到鎮上時，會非常急切地前往觀賞她們的表演。
特殊技能為發出迷人的眼神，常在遭受攻擊時使用此技能，藉此讓對手心軟而放棄攻擊。這是唯一非偵測用途的技能。

### Meatball(胖胖)
- 动物原型：貓
- 性别：男
- 配音：Erica Schroeder

原名為Polpetta，他是一隻橘色的小貓，身穿黃色襯衫。為巴菲貓樂團的鍵盤手。非常好吃懶做，且十分愚笨，經常狀況外。遇到食物總是控制不住自己的食慾，而搶先吃掉食物。
特殊技能為在遇到危險時，肚子會發出震動（此時會說出「我好想吃義大利麵和肉丸！」），藉此給大家發出警訊。
名字來自肉丸的英文「meatball」。

### Pina(琵娜奶奶)
- 動物原型：人
- 性別：女
- 配音：Marca Leigh

通稱Granny Pina。他是Lampo、Milady、Pilou和Meatball的主人，拿手菜為義大利麵，也是四隻小貓的主食，食用後可獲得「麵麵力量」，幫助應付各種需要體力的任務。

### Boss(波斯)
- 动物原型：貓
- 性别：男
- 配音：Henry F. Benjamin

本作的頭號反派，Winston的寵物。經常對其他角色進行惡作劇，尤其是巴菲貓樂團，因此非常不受歡迎。
名字來自魔王的英文「boss」。

### Blister & Scab(畢里斯特&史卡博)
- 动物原型：貓
- 性别：男
- 配音：Marc Thompson

Boss的好朋友。經常幫助Boss進行惡作劇。

### Cosmo(柯斯莫)
- 动物原型：貓
- 性别：男
- 配音：Eddy Lee

一隻穿著太空裝的棕色貓咪。喜愛研究太空。夢想是登上月球與火星，於是巴菲猫樂團在他生日當天幫他實現願望。
名字來自宇宙的英文「cosmos」。

### Gas(毒氣貓)
- 动物原型：貓
- 性别：男
- 配音：Billy Bob Thompson

一隻非常邋遢，身上充滿惡臭味的貓咪。小時候與家人被捕貓大隊進行追趕時，曾掉入水中差點溺死，後來依靠浮在水上的垃圾袋撿回一命，從此變得十分怕水，並且喜歡與垃圾為伍。女友為Snobine，初次遇見她時，曾為她身上的氣味而著迷，卻沒有足夠的自信去追求她，後來在巴菲貓樂團的鼓勵下，才鼓起勇氣去和她約會，並成功追求到對方。
名字來自氣體的英文「gas」。

### Snobine(斯諾冰)
- 动物原型：貓
- 性别：女
- 配音：Haven Paschall

Gas的女友。然而和Gas相反的是，她身上充滿迷人的香氣，即便如此，她卻特別喜愛Gas身上的臭味。
名字來自勢利的英文「snobbish」。

### Lola, Fancey Dancey & Jumpy(蹦蹦舞團)
- 动物原型：貓
- 性别：女/男/男
- 配音：Eddy Lee

蹦蹦舞團(Boom Boom Steppers)是由Lola、Fancey Dancey和Jumpy所組成的舞團。在第一集出場時曾幫助巴菲貓樂團去Winston的家搶回被偷走的房契。
Lola是三位之中登場最多的角色，她有一個女兒叫Hope。

### Neko(招財貓)
- 动物原型：貓
- 性别：男
- 配音：Alyson Leigh Rosenfield

外型為招財貓，被譽為鎮上最幸運的貓。擁有一輛載滿各種道具的車，有時會有貓咪向他索取需要的道具。
名字來自貓的日文「ネコ」。

### Terry(泰瑞)
- 动物原型：巴哥犬
- 性别：男
- 配音：Henry F. Benjamin

主人為Granny Pina的朋友，一次主人出遠門時將他托給Granny Pina來照顧，而初次與巴菲貓樂團見面，起初巴菲貓樂團並不喜歡他，在Granny Pina放Terry陪巴菲貓樂團玩時，巴菲貓樂團一開始選擇躲避他。後來他向巴菲貓樂團學習貓咪的習性，才逐漸和貓咪們融洽的相處。

### Wrench(扳手貓)
- 动物原型：貓
- 性别：男
- 配音：Wayne Grayson

### Gaby(蓋比)
- 動物原型：貓
- 性别：女
- 配音：Lisa Ortiz

### Bucky(巴奇)
- 動物原型：狗
- 性别：男
- 配音：Brittany Pressley

### Zoe(佐伊)
- 動物原型：狗
- 性别：女
- 配音：Alyson Leigh Rosenfeld

### Sandy(珊迪)
- 動物原型：狗
- 性别：女
- 配音：Lisa Ortiz

### Milky & Chock(米爾奇&恰克)
- 動物原型：貓
- 性别：男
- 配音：Wayne Grayson

### Snoogie(懶惰貓)
- 動物原型：貓
- 性别：男
- 配音：Marc Thompson

平時是一隻懶洋洋的貓，常常睡在他的毛毯上，但是只要看到其他角色發生危險時就會化身為蒙面貓(The Masked Cat)拯救大家，演變為蒙面貓時擁有超人一般的能力，例如透過旋轉尾巴可以在空中飛行，而毛毯則會成為他的披風。多數角色並不知道蒙面貓就是Snoogie，這是他長期試圖守住的秘密，但終究被巴菲貓樂團識破。

## 音樂
- 44 Cats：本作的主題曲。改編自義大利名謠「Quarantaquattro gatti」。
- Granny Pina's Noodles：本作中最常出現的插曲，其純樂器版本也是大多數劇集的片尾曲。在巴菲貓樂團吃義大利麵時會播出。
- The Stinky Cat
- The Tasty Paella
- The Brat Cat
- Puppy & Kitten
- Kataly the Camel
- The Secret of the Masked Cat
- Concert Full of Fun
- Meow Musical：巴菲貓樂團在四喜貓音樂劇所演奏的歌曲，為唯一一首在劇中完整播放的歌曲。

1. ↑  44 Gatti - Maratona gattastica su Nick Jr.